# 南埃蒙斯 (北達科他州)
南埃蒙斯（英語：South Emmons）是位於美國北達科他州埃蒙斯縣的一個未組織地區。

## 地方資料
南埃蒙斯的面積為1876.44平方千米，當中陸地面積為1811.32平方千米，而水域面積為65.11平方千米。根據2010年美國人口普查的數據，當地共有人口730人，而人口密度為每平方千米0.39人。